# Pszczewski Park Krajobrazowy
Pszczewski Park Krajobrazowy – park krajobrazowy w województwie lubuskim. Utworzony w 1986 w ówczesnym województwie gorzowskim. W momencie powstania składał się z dwóch części połączonych otuliną. Do 2019 obejmował także obszar w województwie wielkopolskim, na którym położony jest Miedzichowski Park Krajobrazowy oraz Park Krajobrazowy Dolina Kamionki.

## Opis parku
Park obejmuje liczne jeziora w dolinie rzeki Obry, m.in. Lubikowskie (pow. 327 ha,) Wielkie, Konin, Piecniewo, Rybojadło, Chłop, Szarcz i Stobno, Przydrożne. Pod względem fizycznogeograficznym teren parku znajduje się w obrębie mezoregionów Bruzda Zbąszyńska i Pojezierze Poznańskie.
Rzeźba terenu jest urozmaicona. Występują różne typy krajobrazu (morenowy, sandrowy, dolinny) z: jeziorami polodowcowymi, ozami, sandrami, dolinami rzecznymi ze starorzeczami i in. Większość powierzchni parku zajmują lasy, jednak w większości są to lasy młode, o charakterze gospodarczym. Wśród nich przeważają bory sosnowe z ubogim runem, rosnące na piaszczystych terenach sandrowych. Fragmenty dobrze zachowanych lasów liściastych występują w dolinie Kamionki – są to grądy (dęby, graby, jawory) i olsy (olchy z niewielką domieszką jesionów).
Wody stanowią ok. 10% powierzchni. Jeziora w dolinie Obry są płytkie i silnie zeutrofizowane, jednak te leżące na północ od nich są zdecydowanie głębsze (średnie głębokości od 5–10 m). Brzegi jezior porośnięte są szerokim pasem roślinności: trzcinowisk, oczeretów, szuwarów. Najważniejsze cieki wodne to: Obra, Struga Lubikowska i Kamionka, będące dopływami Warty.
Najwidoczniejszy element fauny parku stanowi ptactwo wodne, które znajduje tutaj dogodne warunki lęgowe jak i podczas wędrówek. Występują m.in.: łyska, perkoz dwuczuby, kaczka krzyżówka, łabędź niemy, trzcinniczek, trzciniak, potrzos. W lasach liściastych gniazdują: bocian czarny, bielik, siniak, dzięcioł średni i inne. Stwierdzono występowanie co najmniej 27 gatunków ryb, w tym: siei i sielawy, 11 gatunków płazów. Ssakami związanymi ze zbiornikami wodnymi są: bobry i wydry.
W obrębie największego na terenie parku rezerwatu przyrody „Jezioro Wielkie” (pow. 236,3 ha, rok zał. 1991) gniazdują m.in.: gęsi gęgawy, krakwy, cyranki, cyraneczki, płaskonos; znajduje się tutaj również kolonia czapli siwej (30–50 par).
Liczba osób mieszkających na terenie parku jest niewielka, brak jest przemysłu. Źródłem zanieczyszczeń są wody Obry, zawierające dużo związków biogennych, co nasila proces eutrofizacji jezior, przez które przepływa. Zagrożeniem dla środowiska przyrodniczego parku jest wznoszenie domków letniskowych i ośrodków wczasowych nad brzegami jezior, często nielegalne, oraz wypalanie traw i trzcinisk.

## Podstawa prawna
- uchwała Nr XI-63-86 Wojewódzkiej Rady Narodowej w Gorzowie Wlkp. z dnia 25 kwietnia 1986 r. /Dz. Urz. Woj. Gorz. Nr 9, poz. 105 z 1986 r./
- rozporządzenie Nr 9 Wojewody Gorzowskiego z dnia 25 czerwca 1998 r. w sprawie Pszczewskiego Parku Krajobrazowego.
- rozporządzenie Nr 22 Wojewody Lubuskiego z dnia 15 listopada 2004 roku o zmianie rozporządzenia Nr 9 Wojewody Gorzowskiego z dnia 25 czerwca 1998 r. w sprawie utworzenia Pszczewskiego Parku Krajobrazowego (uchylone wyrokiem Wojewódzkiego Sądu Administracyjnego w Gorzowie Wielkopolskim z dnia 17 listopada 2016 r.)[2]
- uchwała nr V/75/19 Sejmiku Województwa Lubuskiego z dnia 15 kwietnia 2019 r. w sprawie Pszczewskiego Parku Krajobrazowego[3]

## Położenie administracyjne
Park Krajobrazowy położony jest na terenie:
województwo lubuskie:
- powiat międzyrzecki
  - gmina Pszczew
  - gmina Trzciel
  - gmina Przytoczna
  - gmina Międzyrzecz

## Powierzchnia z wyszczególnieniem form własności
Powierzchnia ogółem Parku – 9724,01 ha, w tym:
- gmina Pszczew – 6504,19 ha,
- gmina Trzciel – 1076,53 ha,
- gmina Przytoczna – 1725,43 ha,
- gmina Międzyrzecz – 417,86 ha.

## Rezerwaty przyrody
- „Dąbrowa na wyspie”	– 4,40 ha 	gm. Przytoczna
- „Jezioro Wielkie”	– 236,30 ha	gm. Trzciel
- „Jeziora Gołyńskie”	– 3,10 ha 	gm. Pszczew

## Opis obiektu poddanego pod ochronę
Teren Parku charakteryzuje się wysokimi walorami przyrodniczymi, krajobrazowymi i kulturowymi. Obejmuje teren gminy Pszczew i częściowo gmin: Międzyrzecz, Przytoczna i Trzciel. Jest to obszar obniżenia obrzańskiego z jeziorami rynnowymi rozciągający się od Trzciela do Rokitna.
Głównym celem utworzenia parku jest ochrona i zachowanie walorów krajobrazowych, jego wartości przyrodniczych, kulturowych i dydaktycznych.
Cennym elementem krajobrazu parku i jego okolic są zabytki kultury materialnej. Do najciekawszych należą:
- w Pszczewie – późnorenesansowy kościół z XVII wieku, barokowa plebania z XVIII wieku, park zabytkowy przy plebanii i kościele, pałac z parkiem podworskim, Muzeum Regionalne „Dom Szewca”.
- we wsi Rokitno dawne opactwo Cystersów z sanktuarium Matki Bożej Rokitniańskiej[2].